# Анна Цолова
Анна Георгиева Цолова е българска журналистка, телевизионна водеща и автор на проекта „Говори, за да те видят“.

## Биография
Анна Цолова е родена на 17 април 1975 г. в Плевен. Завършва специалност „българска филология“ в Софийския университет „Св. Климент Охридски“. Започва журналистическата си кариера като репортер в „Канал 3“, през 2000 г. преминава в „bTV новините“.
От 2004 г. продължава работата си в bTV като водещ на предаването „Тази сутрин“, първоначално в двойка с Николай Бареков (до 2009 г.), за кратко с колегата си Димитър Павлов и по-късно същата година с Виктор Николаев. През 2013 г. предаването е спряно през лятото, в разгара на антиправителствени протести, под претекст, че екипът има нужда от почивка. Водещите Анна Цолова и Виктор Николаев напускат bTV, като казват, че причината за раздялата с телевизията е „отказът им да изпълняват нареждания какви въпроси да задават и как да водят“.
Двамата преминават на работа в NOVA, в сутрешния блок „Здравей, България“. На 8 септември 2017 г. NOVA съобщава, че Ани Цолова вече няма да е водеща и се подготвя за ново предаване в ефира на телевизията. Година по-късно става ясно, че предаване няма да има, а Цолова е напуснала телевизията още през февруари 2018 г. За свалянето ѝ от екран има и протести на други журналисти.
В предаването „Политически НЕкоректно“ на БНР на 25 октомври 2020 г., припомняйки си за времето в телевизията, споделя: „Разбрах, че въпросите, които задавам, не са харесвани, не получих отговор на въпроса – от кого. Разбрах, че темите, които смятах за важни, не са одобрявани. Разбрах, че посоката, в която смятам, че трябва да съществува и да се развива журналистът и журналистиката, не е одобрявана.“
През 2018 г. стартира компанията „Говори, за да те видят“, а от 2020 г. преподава ораторско майсторство в Нов български университет.
Озвучава 100 аудио книги за платформата Storytel през 2021 г.
Цолова е омъжена, има едно дете – Калоян.